# Phobocampe
Phobocampe är ett släkte av steklar som beskrevs av Förster 1869. Phobocampe ingår i familjen brokparasitsteklar.

## Dottertaxa tillPhobocampe, i alfabetisk ordning[1][2]
- Phobocampe aestiva
- Phobocampe alticollis
- Phobocampe bicingulata
- Phobocampe clisiocampae
- Phobocampe confusa
- Phobocampe coniferella
- Phobocampe crassiuscula
- Phobocampe croceipes
- Phobocampe elyi
- Phobocampe flavicincta
- Phobocampe flavipes
- Phobocampe geometrae
- Phobocampe horstmanni
- Phobocampe kochai
- Phobocampe largo
- Phobocampe luctuosa
- Phobocampe lymantriae
- Phobocampe meridionator
- Phobocampe mexicana
- Phobocampe neglecta
- Phobocampe nigra
- Phobocampe pallida
- Phobocampe pallipes
- Phobocampe phalerodontae
- Phobocampe posticae
- Phobocampe pulchella
- Phobocampe pullata
- Phobocampe punctata
- Phobocampe quercus
- Phobocampe takeuchii
- Phobocampe tempestiva
- Phobocampe unicincta
- Phobocampe variabilis
- Phobocampe yasumatsui